# 邵騒
邵 騒（しょう そう、? - 紀元前208年）は、秦末の武将・政治家。陳勝・呉広の乱にて陳勝配下の将軍の武臣が趙王となった際に左丞相となるが、李良の軍によって殺害された。

## 生涯
秦末期の二世元年（紀元前209年）に陳勝と呉広が、蘄県大沢郷（現在の安徽省宿州市埇橋区）で秦に対する反乱を起こした。陳勝たちは楚の旧都の陳を制圧すると国号を張楚とする国の建国を宣言し、陳勝がその王を名乗った。陳勝は、呉広を仮王に任じ、各地に呉広や鄧宗・葛嬰・武臣らを派遣し、秦の土地を攻略させた。
邵騒は趙の攻略を任された武臣の元に護軍として置かれ、校尉として付けられた張耳・陳余と三千の兵を率いて趙へ向かうと多くの兵を集めて数多の城を落とした。武臣は趙の旧都の邯鄲へ至ると張耳と陳余の進言を容れて趙王を称して独立を果たし張耳を右丞相、邵騒を左丞相、陳余を大将軍に任じた。
二世二年（紀元前208年）11月、秦から武臣に降った李良が恒山を平定し、帰還して報告した。武臣はまた、李良に太原を攻略させる。李良は秦軍が井陘関を塞いでいたため、前進できなくなり、邯鄲に引き返して増援の兵を請おうとした。李良は、邯鄲に着く道中で、武臣の姉が乗る車の行列を見て、武臣の車の行列と思って拝謁したが、武臣の姉は酔っていて将（李良）であると気づかず、車から降りず、騎兵に李良に挨拶させた。軽んじられたと感じた李良は、秦から内通の勧誘が行われていたこともあり、まず武臣の姉を殺害すると次いで邯鄲を襲撃した。邯鄲ではこの動きに気づかず、武臣と邵騒は李良に殺されてしまう。張耳と陳余は逃走し武臣亡き後に、張耳・陳余らは趙の旧王族の趙歇を趙王とし、信都を根拠地とした。